# 坎顿 (纽约州)
坎顿（Canton）是美国纽约州聖老楞佐縣的一个小镇。根据在2000年的人口普查的数据，坎顿人口数为10334。坎顿位于该县的中心，以广州市当时的英译名（Canton）命名。

## 历史
坎顿的第一个定居者约在1800年抵达。镇子在1805年基本成型，人口由临近的里斯本镇迁来。选择Canton的名字是由于当时與中国（廣州）进行贸易。坎顿是组成聖老楞佐縣原始的十个城镇之一，1845年，坎顿又吞并了附近的一个村落。

## 地理
据美国人口普查局数据，该镇总面积为274.3平方公里。